# شبکه رده گلوبو

لوگوی شرکتی استفاده شده از سال 2021

لوگوی گلوبو از سال 2014 تا 2021 استفاده شد

شبکه رِدِه گلوبو یا به اختصار گلوبو (به معنی زمین) (به پرتغالی: Rede Globo) یک شبکه تلویزیونی در برزیل است. این شبکه در سال ۱۹۶۵ توسط روزنامه‌نگار برزیلی روبرتو مارینهو در شهر ریودوژانیرو، برزیل بنیان گذاشته شد.